# 柏納航空394號班機空難
柏納航空394號班機是一班由挪威奥斯陆飞往德国汉堡的包機航班，1989年9月8日，一架执飞该航班的康维尔CV-580在空中解体后，墜毀於丹麥外海以北30公里的希茨海尔斯。機上所有50名乘客和5名機組人員死亡，是涉及挪威航空公司的最嚴重的空難事故。

## 飛機
這架飛機註冊編號LN-PAA，是一架36年機齡的康維爾CV580，屬於一家挪威籍包機航空公司柏納航空，是羅爾夫（Rolf Thoresen）和泰耶勒托勒森（Terje Thoresen）兄弟所擁有。這架飛機之前曾多次易手及重新登記，包括：N73128、N5120、N51207、HR-SAX、N9012J、N770PR和C-GKFT。這架飛機在1986年於加拿大被購入後，及在事故前已被翻新。

## 航班
飛機從奧斯陸飛往漢堡。乘客都是一家名叫Wilhelmsen Lines運輸公司的僱員，並準備飛往漢堡為一艘新船進行下水儀式。這架飛機飛越斯卡格拉克海峡，但在接近丹麥海岸線時，飛機尾部開始動搖，最後脫落。這架老舊的康維爾客機不久就墜入大海。

## 調查

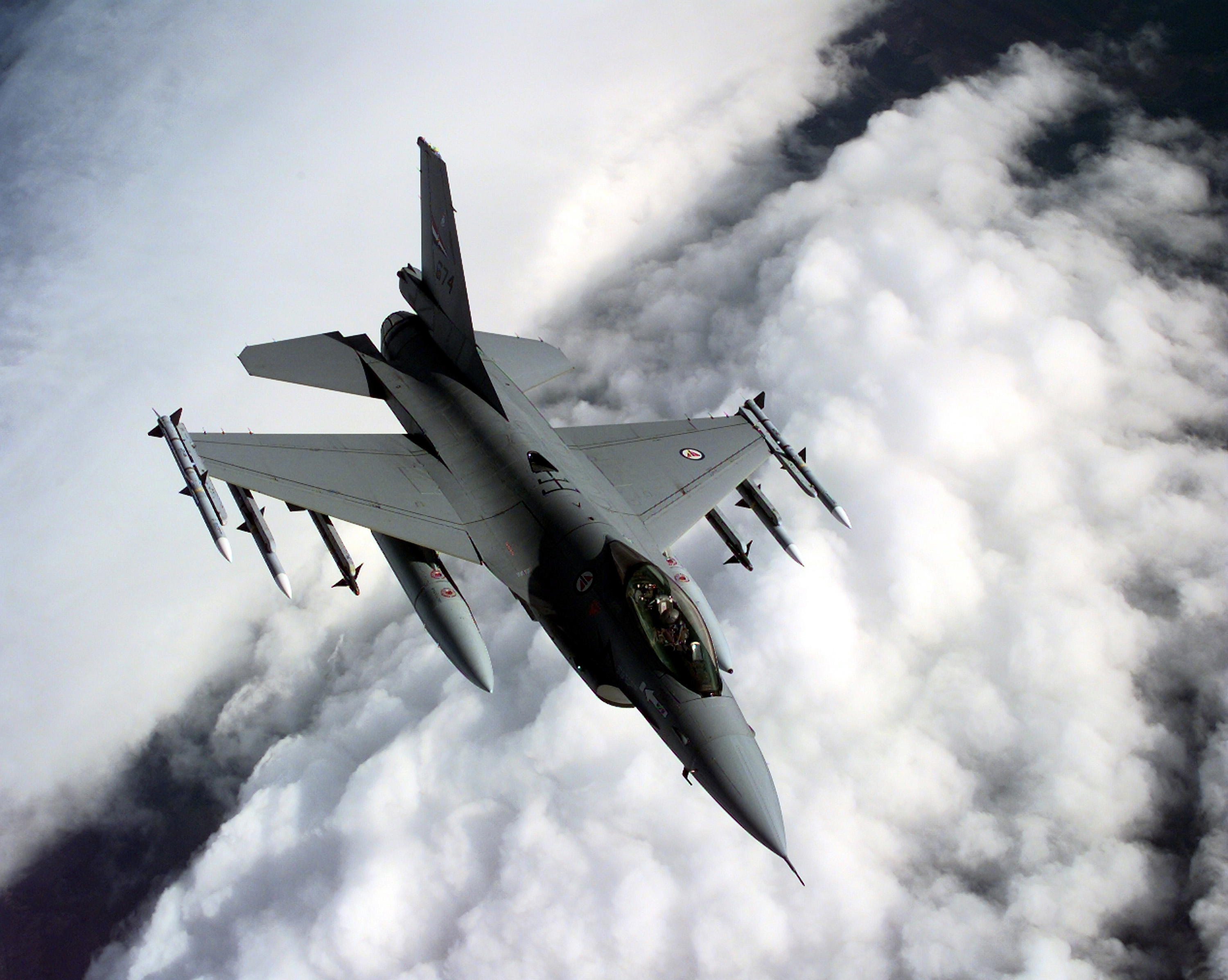
部分人士（特別是肇事航空公司）認為飛機解體原因是F-16戰機於超音速飛行時，強大的氣流引致飛機解體

約90%的飛機殘骸於事故後被發現及重組。調查發現兩種不同的原因可能造成事故。 

### 空中接近
一架F-16戰鬥機在事故客机解体坠机从其上空对向飞过。一种可能的坠机原因是，战斗机飛行太接近肇事客機，並以超音速飛越客機附近，导致客机空中解体。肇事航空公司及一名瑞典航空技術設施研究者，Flygtekniska Försöksanstalten 都主張這是空難主因。他們都說，這有60%的機會是空難主因。柏納航空的擁有者托勒森兄弟因此提起訴訟，因此挪威lagmannsrett（司法機關）在2004年要求證實這一理論。
涉事F-16飞行员作证，他是在涉事客机上方约1000英尺的高度飞过。调查人员计算显示，战斗机要想影响事故客机，距离必须只有几公尺，但是并没有证据显示两架飞机距离如此之近，因此调查人员判定战斗机和事故发生无关。

### 假零件
涉事飞机使用的FDR是过时的模拟型号，使用移动的记录针滑动金属箔条记录有限的数据。调查人员在检查FDR时发现有记录针记录同一数据两次，令其感到困惑。将FDR寄送回其生产厂商后，厂商的专家告诉调查员，记录高度的针振动非常厉害，才会在金属箔上留下其他痕迹。进一步调查FDR记录金属箔发现，这根记录针已经严重振动数月，但是在涉事飞机坠机前两个月振动突然好转了两周，之后振动情况再次恶化，直到坠机。
进一步调查发现，這架飛機在振动情况好转的时候，正在加拿大進行大修，期间一位机械师发现固定垂直尾翼的其中一枚螺栓有磨损迹象并更换了该零件，之后16次飞行飞机都没有过度振动。調查員找回了固定垂直尾翼的全部四个固定螺栓，发现大修时更换的螺栓没有问题，但其他三顆都是假零件，而且質素極為差劣。由于假零件的热处理不正确，其断裂承受強度只達標準零件的60%。
恰巧事發當天，飛機上的兩個發電機的其中一個發生故障，副機師於是要求在飞行中使用位於機尾的輔助動力裝置提供飞机所需電力，以達飛機最低飛行要求——至少两个不同的电力来源。但後來打撈出來的殘骸發現，用於固定輔助動力裝置的底座中的三顆螺栓其中一顆斷裂，而經調查發現，這在出事前數次飛行中就已經斷裂而沒有人發現。
當位於機尾的輔助動力裝置在飛行中運轉，並與固定尾翼的四顆金屬螺栓發生共振振動時，令飞机方向舵剧烈摇晃，导致飞机倾斜翻转向下坠落。方向舵的剧烈摇晃导致配平砝码敲打由蜂窝铝箔制成的护罩门并使其脱落，该材料反射雷达信号的特性令瑞典雷达检测到飞机附近的不明物体。最后三顆假螺栓因为飞机机动导致超出承受能力失效，令垂直尾翼脱离飞机。之后飞机就于空中解体坠入北海。

## 後續
柏納航空於空難前已陷入財政困難，空難不久便歇業。

## 類似事故
- 中國西南航空4509號班機空難——因升降舵操縱系統中安裝了不合規定的自鎖螺母導致螺栓脫落，從而使飛機墜毀。